# Bylino
Bylino – wieś sołecka w Polsce położona w województwie mazowieckim, w powiecie płockim, w gminie Staroźreby.
| SIMC    | Nazwa      | Rodzaj    |
| ------- | ---------- | --------- |
| 0576504 | Krawięczyn | część wsi |

Wieś szlachecka położona była w drugiej połowie XVI wieku w ziemi wyszogrodzkiej. W latach 1975–1998 miejscowość administracyjnie należała do województwa płockiego.